# Kebek
Kebek est un khan de la dynastie des Djaghataïdes, qui règne de 1309 à 1310 puis d'environ 1318 à sa mort vers 1325/1326.

## Accès au pouvoir
En 1309, le khan de Djaghataï Talikou est assassiné sur ordre de parents de Douwa. Le fils cadet de Douwa, Kebek, monte sur le trône. 

## Pouvoir
Djeper, dernier khan de la branche d’Ögödei, est battu par le khan Kebek et se réfugie à Pékin. Après la victoire de Kebek, le quriltay de 1309 décide de donner le trône à un autre fils de Douwa, Esen-bouqa, alors à Pékin. Kebek lui cède le trône de son plein gré. À la mort d'Esen-bouqa en 1318, un nouveau quriltay remet Kebek sur le trône. 

## Politique

### Code juridique
De tous les khanats gengiskhanides, celui de Djaghataï demeure le plus fidèle au Yasaq (ou Yassak), code juridique de l'empire mongol compilé et mis en forme sous Gengis Khan et ses successeurs . 

## Successeurs
Ses frères Eldjigidei et Douwa-Timur lui succèdent à sa mort. Leur règne commun ne dure que quelques mois, et après leur mort, le troisième frère de Kebek, Tarmachirin, monte sur le trône (fin en 1333).

### Sources
- René Grousset, L’empire des steppes, Attila, Gengis-Khan, Tamerlan, Paris, Payot, 1938, quatrième édition, 1965, (version .pdf) 669 (présentation en ligne, lire en ligne)
- Jean-Paul Roux, Histoire de l'Iran et des Iraniens : Des origines à nos jours, Paris, Fayard, 2006, 523 p. (ISBN 2-213-62736-3)